# 46 км (зупинний пункт, Донецька залізниця, Добропільський район)
46 км — пасажирська зупинна залізнична платформа Лиманської дирекції Донецької залізниці.
Розташована на рівновіддаленій відстані від с. Благодать, Весна, Покровський район, та Весела Гора, Краматорський район, Донецької області. Платформа розташована на лінії Дубове — Покровськ між станціями Мерцалове (21 км) та Легендарна (11 км).
Із 2007 р. пасажирське сполучення на даній ділянці припинене.
Зупинка існувала з 60-х до 1988 року (включно). Станом на 1970 рік, з платформи до потягів потрапило 1,5 тис. пасажирів, втім наступні роки спостерігався різкий спад пасажирообігу: 1971 рік — 600 пасажирів, 1972 рік — 50 пасажирів.